# Jochen Böhler
Jochen Böhlerⓘ (ur. 1969 w Rheinfelden) – niemiecki historyk, specjalizujący się w historii III Rzeszy, II wojny światowej, niemieckiej okupacji Polski i zbrodniach narodowego socjalizmu. 

## Życiorys
W latach 2000–2010 pracownik Niemieckiego Instytutu Historycznego w Warszawie. Od 2010 roku zatrudniony na uniwersytecie w Jenie (Friedrich-Schiller-University Jena). Przez kilka lat pracował również jako biegły sądowy w sprawach o podłożu historycznym, a także konsultant filmu dokumentalnego telewizji ARD poświęconego kampanii wrześniowej.
W latach 1993–1999 studiował na uniwersytecie w Kolonii (studia z historii średniowiecza i epoki nowożytnej, etnologii oraz ekonomii politycznej); tamże w 1999 uzyskał tytuł magistra, a w 2004 obronił pracę doktorską. Jest jedynym współczesnym niemieckim historykiem w szerokim zakresie podejmującym badania nad kampanią wrześniową i niemieckimi zbrodniami na obywatelach polskich w 1939 roku. Jego trzecia książka – „Najazd 1939. Niemcy przeciw Polsce” – wywołała głośną dyskusję nad niemiecką perspektywą na wojnę z Polską.

## Publikacje książkowe
- Auftakt zum Vernichtungskrieg. Die Wehrmacht in Polen 1939, Frankfurt am Main 2006.
- Einsatzgruppen in Polen. Darstellung und Dokumentation, Wissenschaftliche Buchgesellschaft, Darmstadt 2008, ISBN 978-3-534-21353-5
- Auftakt zum Vernichtungskrieg. Die Wehrmacht in Polen 1939, Schriftenreihe der Bundeszentrale für politische Bildung, Bd. 550, Bonn 2006, ISBN 3-89331-679-5 & Fischer TB, Frankfurt 2006, ISBN 3-596-16307-2

Wydanie polskie:
- Zbrodnie Wehrmachtu w Polsce. Wrzesień 1939. Wojna totalna, Kraków Znak, 2009, ISBN 978-83-240-1225-1
- Einsatzgruppen w Polsce, Warszawa Bellona, 2009, ISBN 978-83-11-11588-0
- Najazd 1939. Niemcy przeciw Polsce, Kraków Znak, 2011, ISBN 978-83-240-1808-6 oraz 2015 ISBN 83-240-3418-8
- Wojna domowa. Nowe spojrzenie na odrodzenie Polski, Kraków Znak, 2018. ISBN 978-83-240-5478-7